# David Carmel
David Ronen Carmel, född 7 februari 1978 i Forshaga, är en svensk skådespelare och clown.
Carmel studerade vid Teaterhögskolan i Luleå 1999–2003. Hösten 2006 studerade han till clown på Teaterhögskolan i Stockholm, och han har därefter varit clownpedagog, bland annat på Länsteatern i Örebro, Samiska teatern och Hällefors folkhögskola. Han har spelat vid flera olika länsteatrar och fria grupper i Sverige, och även regisserat några föreställningar, däribland en clownversion av Askungen på Teater Västernorrland (2008) och Cyrano på Länsteatern i Örebro (2009, delad regi med Per Johan Persson).

## Filmografi
- 2004 – Hotet

### Fotnoter
1. ↑  ”David Carmel”. Svensk Filmdatabas. http://www.sfi.se/sv/svensk-filmdatabas/Item/?type=PERSON&itemid=329382&ref=%2ftemplates%2fSwedishFilmSearchResult.aspx%3fid%3d1225%26epslanguage%3dsv%26searchword%3dDavid+Carmel%26type%3dPerson%26match%3dBegin%26page%3d1%26prom%3dFalse. Läst 19 februari 2013.
2. ↑  ”David Carmel”. Boulevardteatern. Arkiverad från originalet den 25 maj 2012. https://archive.is/20120525095333/http://www.boulevardteatern.se/index.php?option=com_content&view=article&id=160:david-carmel&catid=16&Itemid=63. Läst 6 januari 2012.
3. ↑  ”Aktuellt”. Stockholms Clownensemble. Arkiverad från originalet den 25 maj 2012. https://archive.is/20120525095334/http://www.stockholmsclownensemble.se/sce/Aktuellt.html. Läst 6 januari 2012.